# Quartier Saint-Paul
Pour les articles homonymes, voir Saint-Paul.
Le quartier Saint-Paul est un quartier historique de Paris qui fait partie du Marais. 

## Situation et accès
Il est situé dans le 4e arrondissement de Paris, dans le quartier administratif Saint-Gervais.
On accède au quartier par les stations :
- Saint-Paul (ligne 1) ;
- Pont Marie et Sully - Morland (ligne 7).

## Origine du nom
Le quartier doit son nom à l'ancienne église Saint-Paul-des-Champs (détruite en 1796-1799, elle faisait l'angle entre la rue Saint-Paul et la rue Neuve-Saint-Pierre), dont le nom est repris depuis 1802 par l'église voisine Saint-Paul-Saint-Louis.

## Limites
Le quartier se situe à l'intérieur d'un périmètre délimité :
- au sud par le quai des Célestins (bordant la Seine) ;
- à l'ouest par les rues des Nonnains-d'Hyères et de Fourcy (au-delà, c'est le quartier Saint-Gervais) ;
- au nord par la rue Saint-Antoine (au-delà, c'est le quartier de la place des Vosges) ;
- et à l'est par la rue du Petit-Musc (au-delà, c'est le quartier de l'Arsenal).

## Historique

### Époque antique
Le quartier, comme presque toute la rive droite, n'est pas habité avant le haut Moyen Âge. Les seuls aménagements antiques sont les routes menant au pont permettant de rejoindre l'île de la Cité et la rive gauche, où s'élevait Lutèce, ainsi que les nécropoles les bordant.
Au IIe siècle est construite la route allant de Lutèce à Melodunum (Melun), correspondant aux actuelles rues François-Miron et Saint-Antoine et traversant des terrains marécageux (d'où le terme de Marais). On a retrouvé en 1899 sous la rue Saint-Antoine, entre les croisements avec les rues de Birague et des Tournelles, sur une longueur de 120 mètres, les soubassements de la voie romaine, renforcés de pilotis, d'épais murs de soutènement (jusqu'à 1,30 mètre de large) et de murs transversaux servant de contreforts.

### Époque médiévale
Vers 632, saint Éloi fonde une petite chapelle dédiée à saint Paul à la limite du marécage, avec à côté un cimetière pour les moniales de l'abbaye Saint-Martial (couvent qui se trouvait sur l'île de la Cité, où il est interdit d'enterrer). Les terres autour possédées par l'abbaye forment la couture Saint-Éloi sont à l'origine d'un domaine agricole féodal comprenant une grange, la grange Saint-Éloi  au no 36 de la rue Saint-Paul et une prison attribut de la justice seigneuriale jouxtant le cimetière et la chapelle.
Quelques habitations  forment un petit bourg qui est un des premiers noyaux d'habitat de la rive droite. Ce développement entraine la construction de l'église (Saint-Paul-des-Champs) à une date inconnue, en remplacement de la chapelle. La paroisse Saint-Paul est créée vers 1125. L'église est reconstruite en 1430-1431, fermée en 1790, vendue en 1796 et presque totalement démolie en 1799 (un pan de mur subsiste au coin de la rue Neuve-Saint-Pierre et de la rue Saint-Paul).
Le cimetière (détruit pendant la Révolution, il bordait l'actuelle rue Neuve-Saint-Pierre) a été utilisé du VIIe siècle jusqu'à 1791, avec des galeries sur trois côtés comportant des ossuaires. Il était l'un des principaux cimetières de Paris, dépassé en dimension et en fréquentation seulement par celui des Innocents. François Rabelais, décédé au no 2 de la rue des Jardins en 1553, y a été enterré, ainsi que Marion Delorme, François Mansart, l'homme au masque de fer et Jules Hardouin-Mansart (les ossements se trouvent maintenant entassés aux Catacombes).

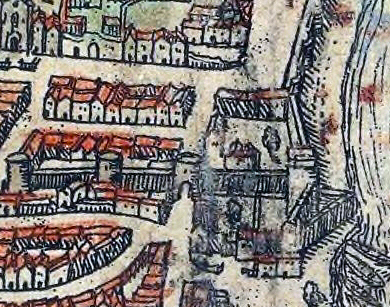
L'enceinte de Philippe -Auguste avec la poterne des Barrès (plan de Braun de 1574, représentant le Paris de 1530).

Le bourg Saint-Paul est séparé de l'agglomération en cours de développement autour de l'église Saint-Gervais-Saint-Protais par l'enceinte de Philippe Auguste construite de 1190 à 1209. Ce rempart qui  coupe la paroisse Saint-Paul en deux commence  par la tour Barbeau sur le quai des Célestins puis passe entre la rue du Fauconnier et la rue des Jardins-Saint-Paul (les constructions se sont, par la suite, appuyées contre le mur) (ou « Barbe sur l'Yeau », de 10 mètres de diamètre et 25 de haut).
Le terrain de sport de la rue des Jardins-Saint-Paul longe le principal vestige de la fortification, une courtine de 60 mètres de long et 7,60 mètres de haut, entre deux tours (demi-cercles de 6 mètres de diamètre). L'enceinte pouvait se traverser par une poterne au pied de la tour Barbeau, par la poterne des Barrés (rue de l'Ave-Maria, au travers d'une tour), par la poterne Saint-Paul (rue Charlemagne, anciennement « rue de l'Archet-Saint-Paul », flanquée par deux tours) et par la porte Saint-Antoine (ou « porte Baudoyer », rue Saint-Antoine).

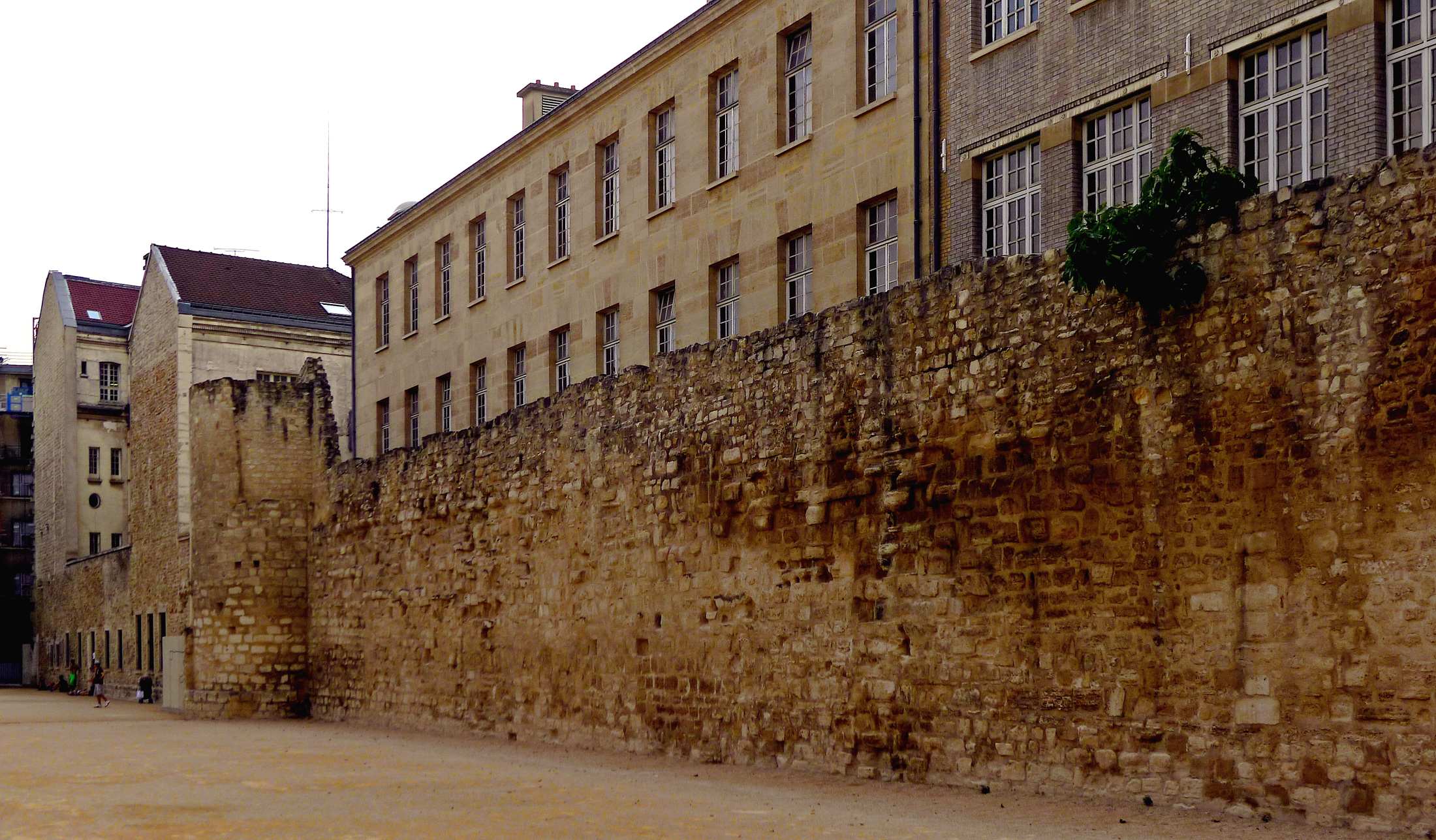
Vestiges de l'enceinte de Philippe Auguste.

En 1264, saint Louis fonde une communauté de béguines adossée à la muraille (à l'emplacement de l'actuel collège Charlemagne). Le couvent était composé d'une petite église, de maisons donnant sur une cour intérieure, d'un dortoir pour les plus pauvres et d'une école pour les filles des béguines. En 1461, Louis XI remplace les béguines par des Franciscaines et la communauté prend le nom de couvent de l'Ave-Maria.
Au XIVe siècle, tout le quartier est inclus dans la nouvelle enceinte de Charles V, l'intégrant au quartier Saint-Gervais. Après l'invasion du palais de la Cité en 1358, la famille royale s'installe dans le quartier : le roi Jean II chez l'archevêque de Sens (dont l'hôtel, datant de 1296, se trouvait entre la rue des Lions et la Seine) et le dauphin Charles à l'hôtel Saint-Pol (racheté en 1361 à son cousin le comte d'Étampes, à l'emplacement de l'actuelle rue Charles-V). De là, il leur est facile de se réfugier dans le château de Vincennes.
Le dauphin, devenu le roi Charles V, agrandit sa possession en rachetant ses voisins de 1361 à 1366 : les différents bâtiments et cours de l'hôtel s'étendent sur presque la totalité du rectangle délimité par les rues Saint-Paul, Saint-Antoine, du Petit-Musc et par le quai des Célestins. L'entrée principale, décorée de lions en pierre, se trouvait rue Saint-Paul.
Charles VII et ses successeurs préférant s'installer à l'hôtel des Tournelles puis au Louvre quand ils résident à Paris, l'hôtel Saint-Pol est vendu morceau par morceau.

### Époque moderne

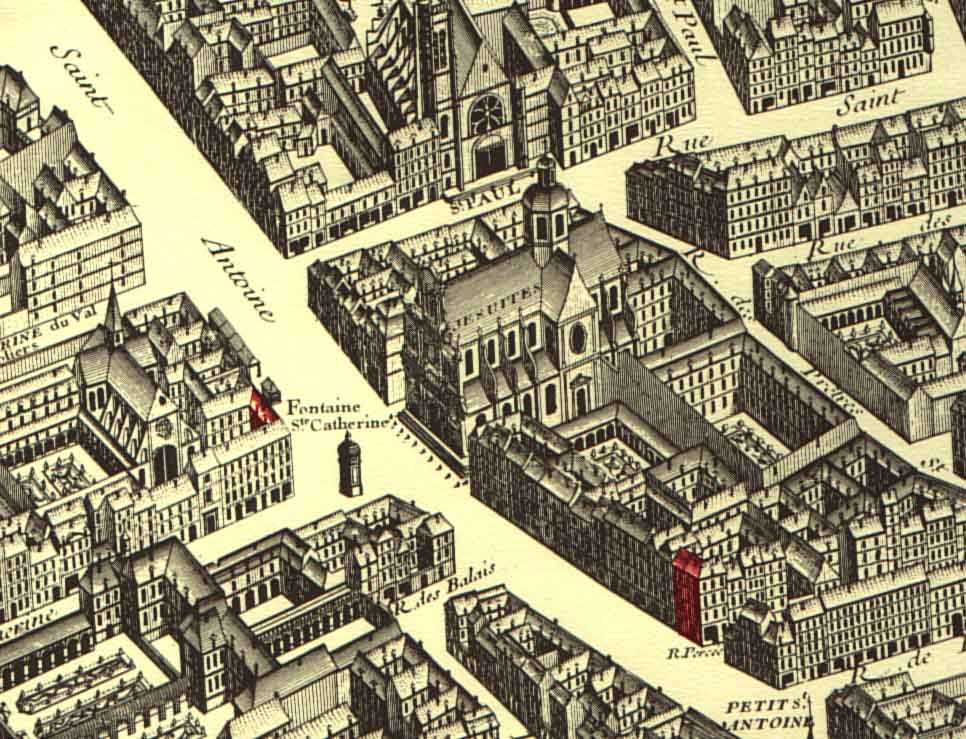
Une partie du quartier Saint-Paul, avec l'église Saint-Paul-Saint-Louis, sur le plan de Turgot, c.1740.

Entre 1550 et 1560, les terrains de l'hôtel Saint-Pol sont lotis, créant les rues Charles-V (hôtel d'Aubray au no 12, du début du XVIIe siècle, où résidait la marquise de Brinvilliers), Beautreillis (la maison du no 7, datant de 1596, a une treille ; Jim Morrison a été retrouvé mort au no 17) et des Lions-Saint-Paul.
En 1580, Charles Ier de Bourbon offre aux Jésuites, l'hôtel de La Rochepot qui y aménagent leur maison professe (dite aussi couvent des Grands Jésuites). L'actuelle église Saint-Paul-Saint-Louis était leur église.
Quelques voies du quartier conservent l'allure de Paris d'avant les modernisations du XIXe siècle (seulement deux à trois mètres de large, avec des bornes pour se protéger des carrosses) : la rue Éginhard, la rue du Prévôt, le passage Charlemagne et le passage Saint-Paul.
En 1702, le quartier Saint-Gervais est divisé en deux au niveau de la rue Geoffroy-l'Asnier : à l'ouest le quartier de la Grève (place de Grève et monceau Saint-Gervais) et à l'est le quartier Saint-Paul.

### Époque contemporaine
Pendant la Révolution, le quartier devient la partie occidentale de la section de l'Arsenal.
En 1797, la maison professe des Jésuites devient une des trois écoles centrales de Paris, avant d'être remplacée en 1804 par le lycée Charlemagne.
Le couvent de l'Ave-Maria est d'abord transformé en caserne, pour être détruit en 1878 et remplacé par le petit lycée (aujourd'hui le collège) Charlemagne et par une école primaire.

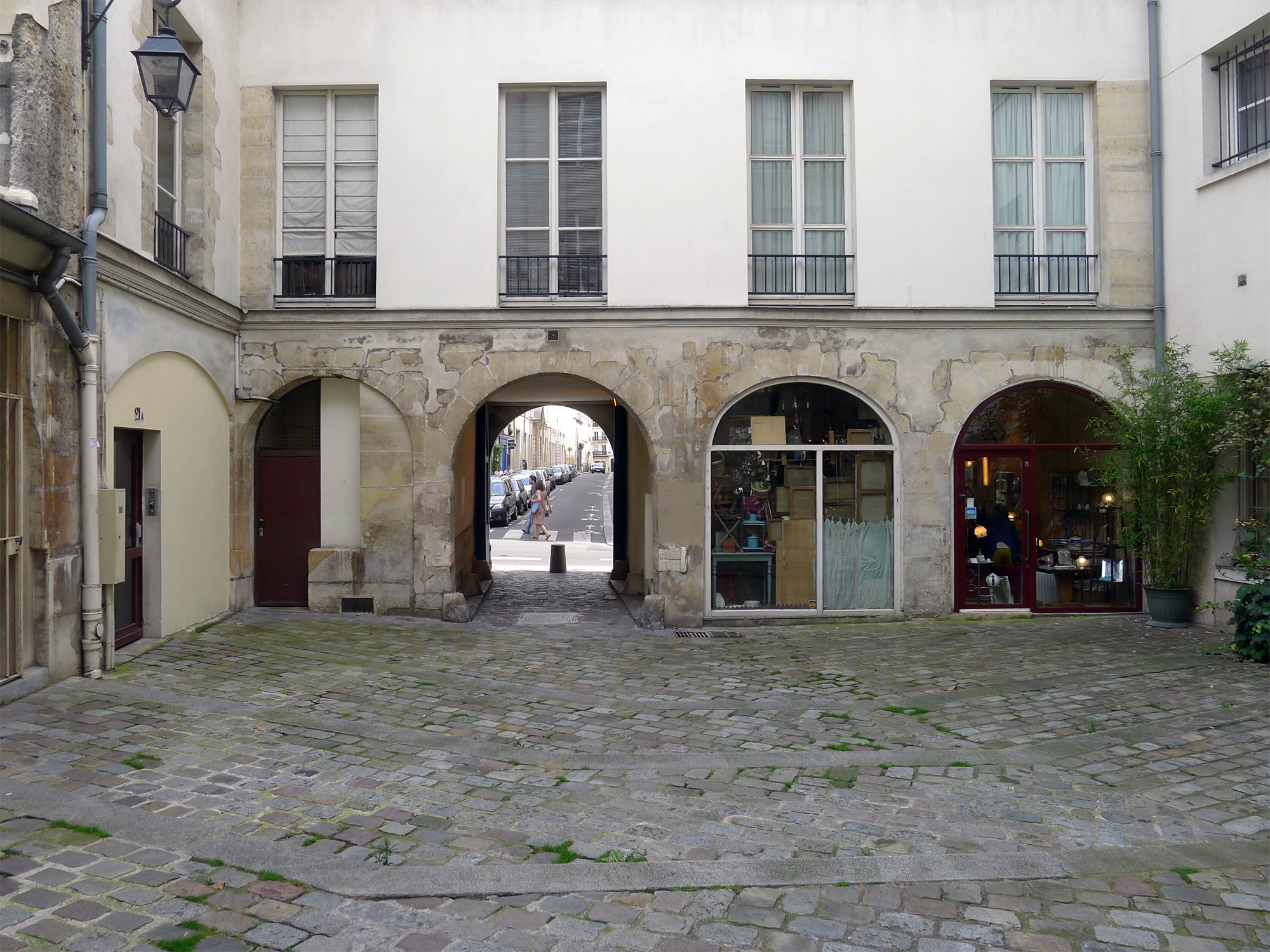
Une cour du village Saint-Paul restauré et aménagé sur les anciens jardins du roi Charles V.
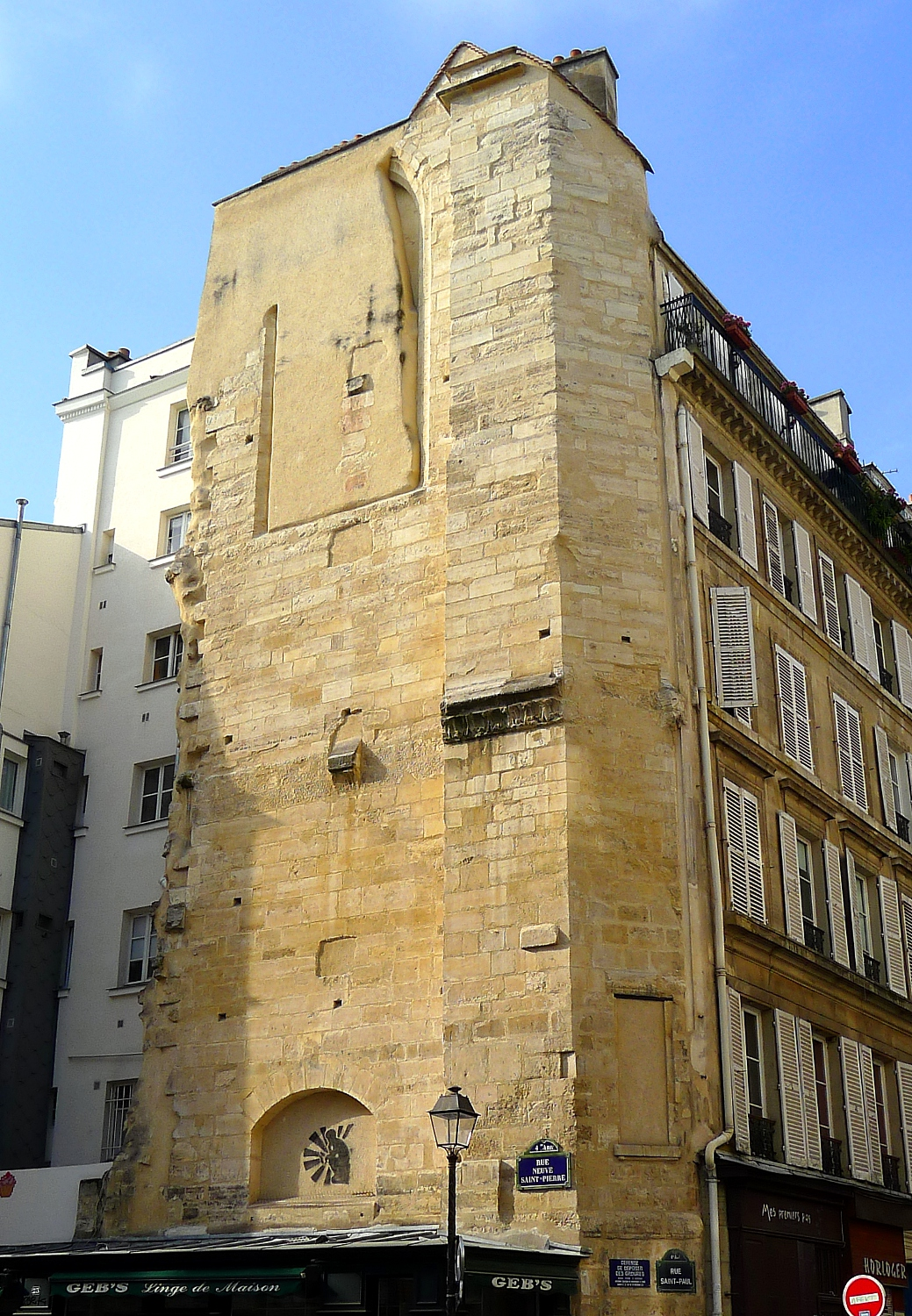
Vestiges de l'église Saint-Paul-des-Champs, angle des rues Saint-Paul et Neuve-Saint-Pierre.
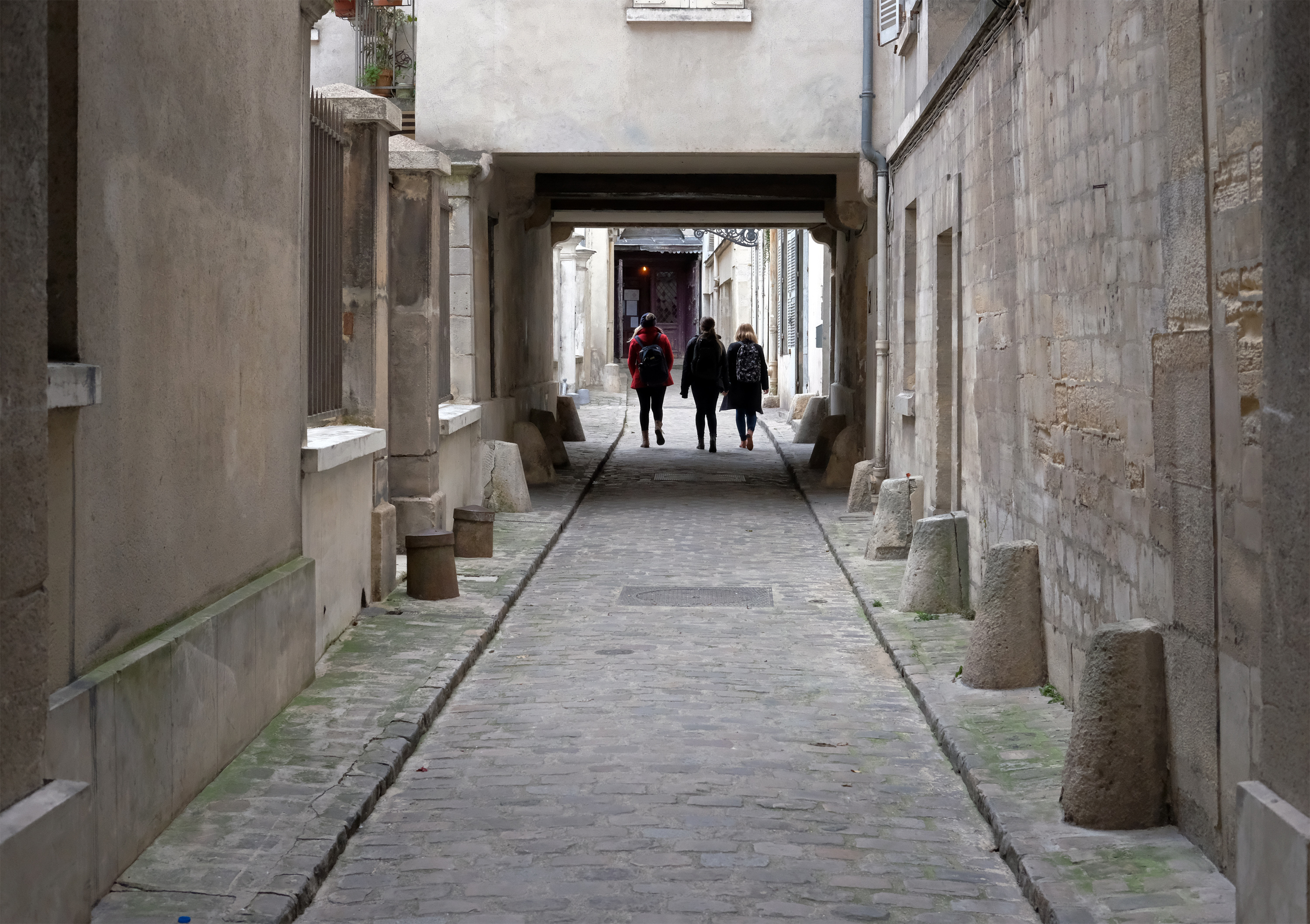
Passage Saint-Paul qui conduit à l'église Saint-Paul-Saint-Louis.